# Ola Oliver
Ola J. Oliver-Hudson (Los Angeles, 12 de outubro de 1946 – Santa Monica, 5 de junho de 2009) foi uma estilista e figurinista afro-americana, tendo trabalhado com grandes celebridades da música e do cinema como Stevie Wonder, David Bowie, Ringo Starr, Janet Jackson, Diana Ross, Iggy Pop e John Lennon. Foi casada com Anthony "Tony" Hudson, conhecido no mundo do entretenimento pelas capas que criou para os álbuns de Neil Young. Mãe de Albion Hudson e Saul Hudson, o Slash, guitarrista da banda Guns N' Roses.

## Vida pessoal e carreira
Ola nasceu em Los Angeles, em 12 de outubro de 1946, mas estudou na Europa. Frequentou o The Lester Horton School of Modern Dance, estudando Dança e Arte Dramática. Frequentou também o Instituto de Dança de Paris, o Le Loft na Suíça e o The Max Rivers School, em Londres. 
Conhecida como grande figurinista e estilista, Ola foi responsável por todo o design de David Bowie em O Homem Que Caiu na Terra e que hoje está em exposição permanente no Metropolitan, em Nova York.
Os interesses de Ola iam do design e figurinismo à fotografia, dança, música e poesia. Trabalhou para a Voices Magazine e Testimony, este último sobre a tragédia do Furacão Katrina em Nova Orleans.
Ola e Anthony tinham uma relação conturbada, segundo a biografia de Slash. O casal passava muito tempo separado e Anthony se ressentia do sucesso da esposa e nunca aprovou o envolvimento de sua sogra na criação das crianças, o que levou a uma separação e posteriormente ao divórcio em 1974. 

## Morte
Ola faleceu em 5 de junho de 2009 devido a um câncer de pulmão.